# Emerick Setiano
Emerick Setiano (Francia, 19 de julio de 1996) es un jugador profesional francés de rugby que se desempeña en la posición de pilar derecho en Rugby Club Toulonnais, equipo perteneciente a la liga Top 14.

## Carrera
Setiano es un jugador de formación francesa (JIFF). Comenzó su carrera deportiva con el equipo SCO RC Angers, en el cual jugó nueve temporadas (2002-2011), después pasó a Pôle Espoirs de Tours (2011-2014), luego a Rugby Club Toulonnais, donde lleva jugando diez temporadas.